# Polideportivo Las Delicias
El polideportivo Las Delicias es una emblemática instalación deportiva cubierta ubicado en la zona norte de la ciudad de Maracay, Venezuela. Inaugurada en el año 1979, ha sido remodelada en 2002 para sustituir su cubierta, cambiar la fachada, la calefacción, la megafonía y ampliar los vestuarios. Cuenta con la cancha cubierta de baloncesto «Mauricio Johnson» con piso de madera de arce, una piscina de natación de tamaño olímpico y de clavados, el gimnasio de lucha olímpica «Máximo Ortega», canchas de tenis, el estadio de Sóftbol «Antonio L. Alfonso» y otras instalaciones.
El polideportivo de Maracay fue construido entre 1964 y 1967 durante el gobierno de Raúl Leoni. Desde los años 1980, el polideportivo ha sido uno de los sitios donde se realizan competencias durante los Juegos Nacionales Deportivos de Venezuela, el estado Aragua ha sido tres veces sede de dichos Juegos Nacionales.

## Ubicación
El polideportivo Las Delicias recibe su nombre por estar ubicado a orillas de la histórica Avenida Las Delicias de Maracay a nivel del canal de desagüe de Los Olivos. El polideportivo colinda al oeste con la Urbanización Andrés Bello y al oeste con la Urbanización La Arboleda, opuesto a la Ave Las Delicias. El acceso al estacionamiento del polideportivo se obtiene por la Avenida El Canal, bien por la Avenida Principal de la Cooperativa por el este o la Avenida Principal de La Arboleda por el oeste. Desde el norte, bien desde El Castaño o por la Avenida Ballenas a nivel de la Arboleda o del Hospital Central de Maracay, se debe cruzar las Delicias a nivel de La Arboleda. Desde el sur el acceso es directo por la Ave Las Delicias.

## Piscina olímpica
El polideportivo de las Delicias cuenta con la única piscina de natación de tamaño olímpico en la ciudad. Mide 50 m de largo y 25 m de ancho con 10 carriles separadas por 9 cojines de impacto. El fondo de la piscina tiene pintadas las acostumbradas franjas negras que sirven como indicadores a los nadadores de los estilos boca-abajo, así como marcadores aéreos para el estilo espaldas.
Adyacente a la piscila de natación está la pisicina de saltos olímpicos con profundidad de 10 m que se usa para clavados, polo acuático y natación sincronizada. La plataforma de la piscina de clavados tiene dos trampolines de 1 m y 3 m y dos plataformas de 5 m y 10m.

## Gimnasio cubierto Mauricio Johnson
El polideportivo Las Delicias es el campus del Gimnasio cubierto Mauricio Johnson. El gimnasio fue inicialmente la sede del equipo de baloncesto profesional Toros de Aragua antes de la construcción del foro de El Limón. El «Mauricio Johnson», cubierto con piso de madera, es sitio frecuente de encuentros de baloncesto regional y nacional y es la sede actual del equipo estatal de Voleibol. El gimnasio también es lugar frecuente de reuniones políticas, encuentros sociales y campeonatos de varias disciplinas deportivas, incluyendo fútbol sala y bádminton.